# レヴォリューションNO.3
『レヴォリューションＮｏ．3』は、2001年10月に講談社より発行された金城一紀による日本の小説。青春小説。ゾンビーズ・シリーズ第一作目の作品。
「レヴォリューションNo.3」 は「小説現代」1998年5月号に掲載され、その年の小説現代新人賞を受賞した。続編の「ラン・ボーイズ・ラン」 が同誌の98年12月号に掲載されたのち、出版時に「異教徒たちの踊り」が書き下ろしとして、収録された。
続編には、「フライ,ダディ,フライ」「SPEED」そして本書の「レヴォリューションＮｏ．3」の前日譚にあたる作品「レヴォリューションNo.0」がある。
秋重学による漫画版が「ヤングサンデー」にて連載された。後に秋重学は「フライ,ダディ,フライ」の漫画版も担当している。
| レヴォリューションNo.3 | レヴォリューションNo.3 |
| ---------------------- | ---------------------- |
| 著者                   | 金城一紀               |
| 装幀・装画             | 加藤伸吉               |
| 発行日                 | 2001年10月1日          |
| 発行元                 | 講談社                 |
| ジャンル               | 青春小説               |
| 国                     | 日本                   |
| 言語                   | 日本語                 |
| 形態                   |                        |
| ページ数               | 277                    |
| コード                 | ISBN 4-06-210783-X     |
| ウィキポータル 文学    |                        |

## あらすじ

### 「レヴォリューションNo.3」
「君たち、世界を変えてみたくはないか?」 生物の授業中、先生から、突然に発せられた言葉に感化されたオチコボレ男子高生徒が、優れた遺伝子を残そうと、お嬢様学校に通う女子高生とカップルを成立させるため、あの手この手で難攻不落の学園祭への潜入を試みる……

### 「ラン・ボーイズ・ラン」
リーダーであったヒロシのお墓参りと、知り合いになった女子高生との卒業旅行を兼ねて、沖縄へ渡航する計画するが、メンバーのお金を管理させていた山下が、何者かの襲撃に遭い、メンバーがバイトで貯めた大切なお金を奪われてしまう……

### 「異教徒たちの踊り」
ストーカー行為に悩む美人女子大生のボディーガードをゾンビーズが請け負うが、そのストーカーは意外な人物だった……

## 登場人物

### ゾンビーズの主要メンバー
朴 舜臣 - ケンカが滅法強い問題児だが、読書家で成績も良い。一部教員からは、その個性を愛されている。在日朝鮮人。
板良敷ヒロシ - ゾンビーズのリーダー的存在。
南方 - 本書におけるストーリー・テラー
萱野 - 家庭の事情で普段はバイトに忙しい。しかし聖和女学院の学園祭当日だけはバイトを休む。
山下 - 史上最弱のヒキを持つ男。失敗談多し。
佐藤・アギナルド・健 - 通称 アギー 4カ国の血を引くハンサム。幅広い知識と顔で、情報屋、よろず相談などを請け負う。普段は同級生とは群れたりしない。

### 高校関係者
米倉 - 通称Ｄｒ．モロー 生物教師 彼の発言に感化されたことにより、ゾンビーズと呼ばれる生徒の高校生活は、活気づいてゆく。
猿島 - 通称マンキー 体育教師 体罰を振るうなど、生徒から人望が無い。

### その他の登場人物
吉村恭子 - 女子大生。ストーカー被害に悩み、ゾンビーズのメンバー・井上の姉に相談する。「異教徒たちの踊り」に登場。
ランボーさん - 日雇い労働の元締め。ゾンビーズの連中に割のいい仕事を紹介してくれる。日系二世の元・ベトナム帰還兵。

### 登場する施設・学校
ゾンビーズの通う男子校 校名は作中で明らかにはなっていない。
ムード・インディゴ ゾンビーズの溜まり場のジャズ喫茶。マスターはゾンビーズの理解者だが、彼等にジャズ知識が無い事を嘆いている。
聖和女学院 秘密の花園と称されるお嬢様学校。ゾンビーズの通う男子校の生徒は、やむを得ない場合を除き、女学院の生徒の半径5ｍ以内に近づいてはならないという、アメリカのストーカー規制法のような不文律がある。